# Дичковский, Владимир Семёнович
Влади́мир Семёнович Дичко́вский (род. 16.11.1959, Белорусская ССР) — советский ребёнок-актёр, известный по роли Генки Петрова в фильмах «Кортик» и «Бронзовая птица».

## Биография
Родился в 1959 году в  Белорусской ССР.
В 11 лет Владимира заметил помощник режиссёра, отбиравший в школах детей для съёмок в фильме «Кортик». Мальчика пригласили на пробы, которые он успешно прошёл и был утверждён на роль.
Гонорар, полученный за фильм, Владимир потратил на покупку мопеда. Впоследствии вместе с Сергеем Шевкуненко и Игорем Шульженко Дичковский снялся во втором фильме трилогии — «Бронзовая птица».
По окончании школы Владимир больше не снимался. Он пытался поступить в театральный институт в Минске, но, несмотря на рекомендации с киностудии, ему это не удалось.
Больше Дичковский не предпринимал попыток стать актёром. Он отслужил в армии (был шофёром в Генштабе в Москве), после увольнения в запас стал работать водителем-экспедитором в одной из минских фирм.

## Фильмография
| Год  |    | Название                           | Роль                                       |
| ---- | -- | ---------------------------------- | ------------------------------------------ |
| 1973 | тф | Кортик                             | Генка Петров (озвучивание — Агарь Власова) |
| 1974 | тф | Бронзовая птица                    | Генка Петров (озвучивание — Агарь Власова) |
| 1974 | тф | Приключения в городе, которого нет | мальчишка                                  |
| 1977 | ф  | Чёрная берёза                      | Генка                                      |